# Yellowman
Yellowman, pseudonimo di Winston Foster (Negril, 15 gennaio 1956), è un cantante e disc jockey giamaicano.

## Biografia
Affetto da albinismo, che in Giamaica è considerata una malattia tra le più discriminate, è riuscito a diventare uno dei maggiori artisti del paese e ad imporsi sulla scena della musica internazionale. Ha dovuto inoltre superare alcune gravi difficoltà di salute, vincendo un cancro e superando un ictus.

## Discografia
- 1982 - Mister Yellowman
- 1982 - Bad Boy Skanking
- 1982 - Live at Reggae Sunsplash (live)
- 1983 - Zungguzungguguzungguzeng
- 1983 - Divorced (For Your Eyes Only)
- 1984 - Nobody Move Nobody Get Hurt
- 1984 - Two Giants Clash
- 1984 - King Yellowman
- 1985 - Galong Galong Galong
- 1986 - Rambo
- 1987 - Going To the Chapel
- 1987 - Blueberry Hill
- 1987 - The Negril Chill Challenge (live)
- 1987 - Yellow Like Cheese
- 1988 - Yellowman Rides Again
- 1988 - Don't Burn It Down
- 1989 - One in a Million
- 1990 - Life in the Ghetto
- 1990 - Live in England (live)
- 1991 - Mi Hot
- 1991 - Party
- 1992 - Reggae on the Move
- 1993 - A Man You Want
- 1993 - In Bed with Yellowman
- 1993 - Reggae on Top
- 1994 - Prayer
- 1994 - Best of Live in Paris (live)
- 1995 - Kiss Me
- 1995 - Message to the World
- 1996 - Yellowman Meets the Paragons
- 1997 - Freedom of Speech
- 1997 - Yellowman Strikes Again
- 1998 - Live at Maritime Hall (live)
- 1999 - Yellow Fever
- 2003 - New York